# Luciën van Riswijk
L.J.E.M. (Luciën) van Riswijk (Pannerden, 4 december 1967) is een Nederlands bestuurder en CDA-politicus. Sinds 20 december 2018 is hij burgemeester van Zevenaar.

## Biografie

### Opleiding en loopbaan
Van Riswijk ging van 1980 tot 1986 naar het vwo op het Liemers College in Zevenaar. Vanaf 1986 studeerde hij eerst politicologie en daarna bestuurs- en beleidswetenschappen in Nijmegen, waar hij in 1990 is afgestudeerd. Van 1990 tot 1996 werkte hij als regionaal secretaris voor de werkgeversorganisatie NCW Midden Nederland. Daarna heeft hij meegewerkt aan het opzetten van een werving en selectiebureau. Als zelfstandig organisatie- en beleidsadviseur ondersteunde hij diverse onderwijsorganisaties en ondernemingen in het oosten van Nederland als projectleider "leren en werken" en begeleidde hij regionale economische initiatieven.

### Politieke loopbaan
In 1994 werd Van Riswijk lid van de gemeenteraad van de Gelderse gemeente Rijnwaarden en vier jaar later werd hij daar wethouder. Met ingang van 1 juni 2009 volgde zijn benoeming tot burgemeester van Druten. Vanaf de dag van zijn installatie maakt Van Riswijk als eerste burgemeester in Nederland gebruik van een Twitteraccount. Sinds 20 december 2018 is hij burgemeester van Zevenaar.
- 2017: Burgemeester Van Riswijk bij de heropening Pax Christi College
- 2017: Burgemeester Van Riswijk bij de Leste Mert van Druten
- 2018: Burgemeester Van Riswijk neemt afscheid van Druten

### Persoonlijke levenssfeer
Van Rijswijk is getrouwd en heeft drie dochters. In zijn vrije tijd speelt hij gitaar en loopt hij hard.